# Shelburne, Ontario
Shelburne är en ort i Kanada.   Den ligger i provinsen Ontario, i den sydöstra delen av landet, 400 km väster om huvudstaden Ottawa. Shelburne ligger 497 meter över havet och antalet invånare är 4 390.
Terrängen runt Shelburne är platt. Närmaste större samhälle är Orangeville, 19,8 km söder om Shelburne. 
Omgivningarna runt Shelburne är en mosaik av jordbruksmark och naturlig växtlighet. Runt Shelburne är det ganska glesbefolkat, med 29 invånare per kvadratkilometer.